# طاق (قبعة)
الطاق هي نوع من القبعات ذات حافة ضيقة أو بدون حافة على الإطلاق.
كانت الطاقات شائعة في أوروبا من القرن الثالث عشر إلى القرن السادس عشر، وخاصة فرنسا. تم إحياء هذه الموضة في الثلاثينيات. تُعرف الآن في المقام الأول باسم القبعات التقليدية للطهاة المحترفين، باستثناء كندا حيث يستخدم المصطلح بشكل أساسي للقبعات المحبوكة.

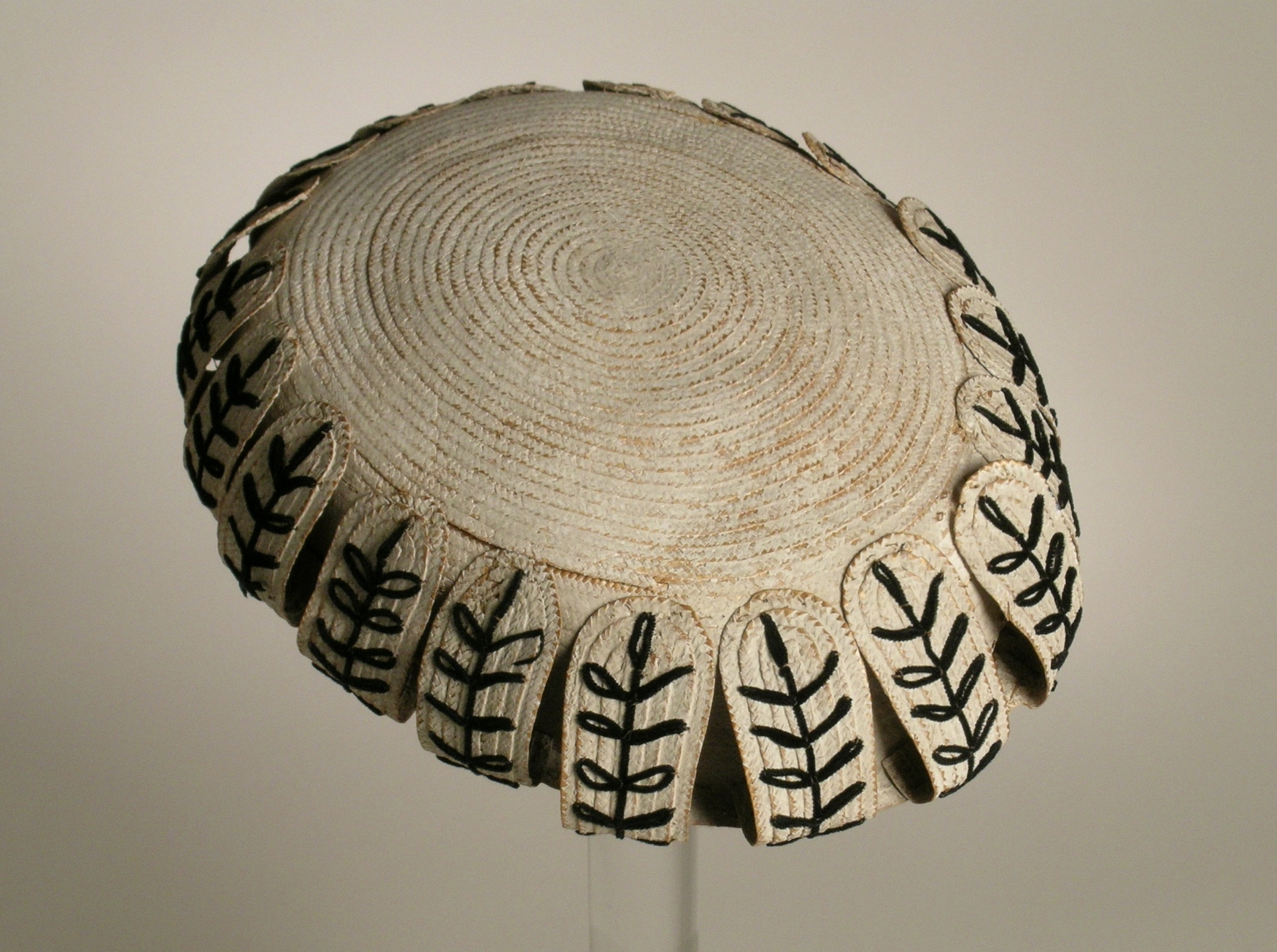
طاق نسوية من إنجلترا، 1860.

## التأثيل
عُرفت الكلمة باللغة الإنجليزية منذ عام 1505. وقد جاءت من خلال الكلمة الفرنسية (toque) في العصور الوسطى (القرن الخامس عشر)، ويفترض أنها من (toca) الإسبانية، من كلمة «طاقة» العربية. أو من كلمة «طاقية».

## طالع المزيد
- طاقية

## روابط خارجية
- Index to French Heraldry